# Origin of Symmetry
Az Origin of Symmetry a Muse angol rockegyüttes második, 2001. június 18-án megjelent albuma.

## Számok
1. New Born – 6:01
2. Bliss – 4:12
3. Space Dementia – 6:20
4. Hyper Music – 3:20
5. Plug In Baby – 3:40
6. Citizen Erased – 7:19
7. Micro Cuts – 3:38
8. Screenager – 4:20
9. Darkshines – 4:47
10. Feeling Good – 3:19
11. Futurism (Japán bónusz szám) – 3:27
12. Megalomania – 4:38

## Közreműködők
- Muse
  - Matthew Bellamy – ének, gitár, billentyűsök
  - Dominic Howard – dobok, ütősök
  - Chris Wolstenholme – basszusgitár, vokál
- Clare Finnimore – brácsa
- Sara Herbert – hegedű
- Caroline Lavelle – cselló
- Jacqueline Norrie – hegedű